# Henri Vieuxtemps

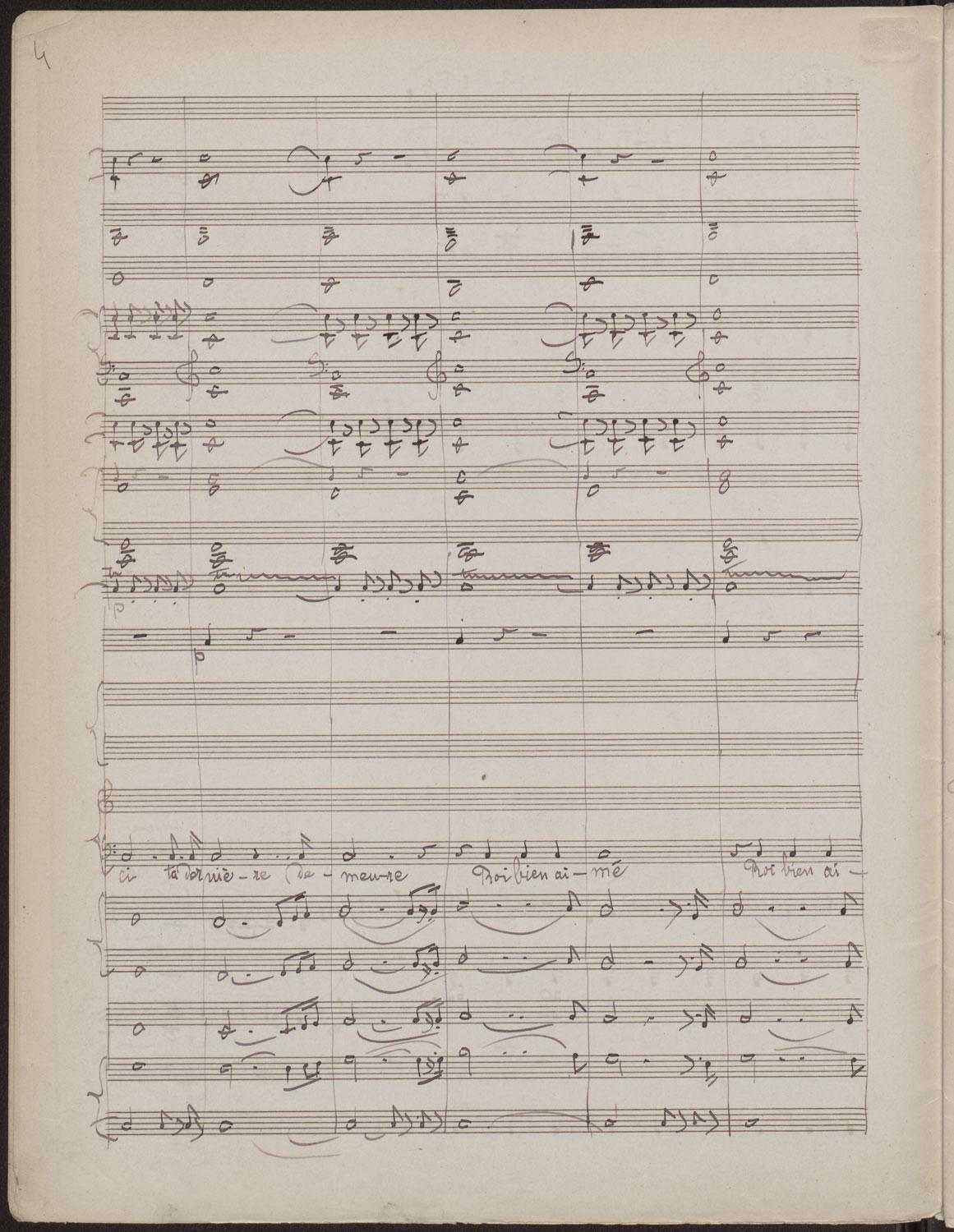
Partition de La Fiancée de Messine de la collection Fondation Roi Baudouin.

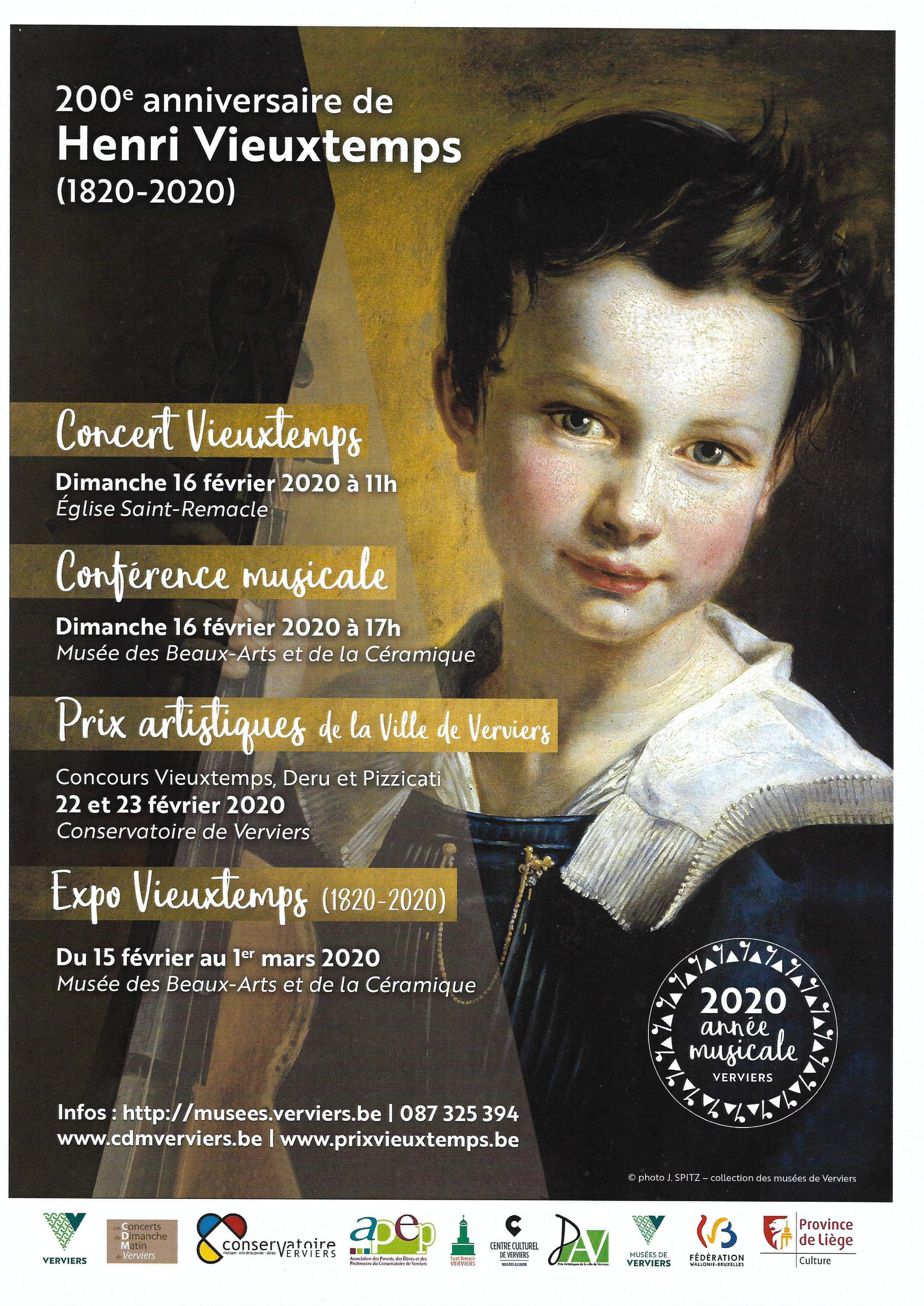
Bicentenaire de la naissance d'Henri Vieuxtemps à Verviers.

Henri François Joseph Vieuxtemps, né le 17 février 1820 à Verviers et mort le 6 juin 1881 à Alger (commune de Mustapha), est un violoniste et compositeur belge, l'un des plus célèbres du XIXe siècle.

## Biographie
Son père Jean-François (1790-1866), luthier amateur et violoniste, lui donne ses premières leçons de violon, avant de le confier au violoniste Joseph Lecloux-Dejonc (1798-1850). Il se produit en public dès l'âge de six ans dans la salle de la Société du Cabinet littéraire, place des Récollets aujourd’hui place du Martyr à Verviers et, en l'espace de deux ans, il est acclamé pour ses interprétations d'un concerto de Rode, ainsi que d'un double concerto pour violon de Kreutzer, qu'il joue avec son professeur au Théâtre de Verviers. Après des études à Bruxelles, il se rend avec son ami Charles-Auguste de Bériot à Paris, où ses débuts comme violoniste sont remarqués. Il revient un an plus tard à cause de l'instauration de la Monarchie de Juillet et du mariage de Bériot avec la Malibran qui chante au Théâtre royal de la Monnaie. Revenu à Bruxelles, Vieuxtemps perfectionne sa technique. Au cours d'un voyage en Allemagne en 1833, il noue des liens d'amitié avec Louis Spohr et Robert Schumann, qui le comparent à Paganini.
L’hiver 1835-1836, il suit des études de composition à Vienne chez Simon Sechter, et à Paris avec Antoine Reicha. Sa première composition, publiée plus tard comme Concerto no 2, date de cette période. En 1837, devant un public très attentif, il joue son Concerto no 1 à Saint-Pétersbourg. Résidant à Paris, il continue avec grand succès son travail de composition.
Après un voyage en demi-teinte en Amérique en 1843-1844, il se marie le 15 octobre 1844 avec la pianiste viennoise Josephine Eder (de) (1815-1868), de cinq ans son aînée et qui deviendra son accompagnatrice pendant plusieurs années. En 1846, il part pour six ans en Russie, comme musicien à la Cour de Nicolas Ier., et comme soliste au Théâtre impérial. À l'époque où il exerce cette fonction, il compose quatre concertos pour violon. Il fonde l'école de violon du Conservatoire de Saint-Pétersbourg, avant son retour à Paris en 1851.

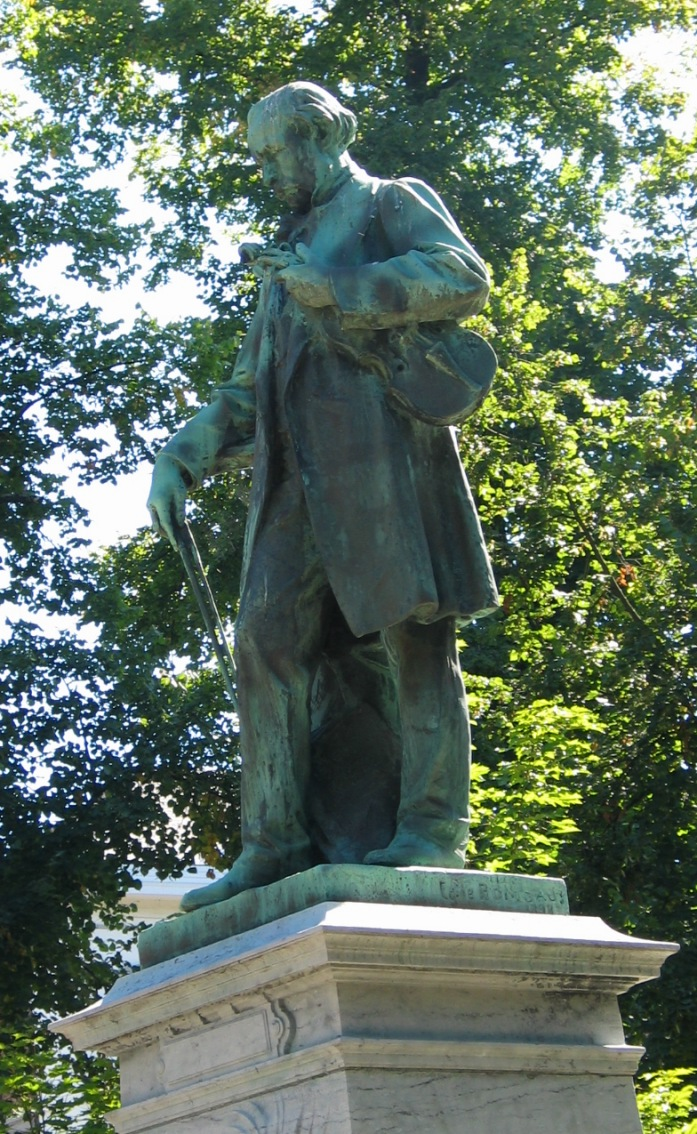
Henri Vieuxtemps, sur la place Vieuxtemps, à Verviers.

En 1856, il s'installe au calme près de Francfort, à Dreieichenhain, ce qui ne l'empêche pas de se rendre une seconde fois aux États-Unis en 1857, tournée qui est un succès. En 1866, on le retrouve une fois de plus à Paris, poursuivant sa carrière internationale. Deux ans plus tard, le 19 juin 1868, sa femme succombe au choléra et meurt dans ses bras. Après une troisième tournée américaine en 1870, au cours de laquelle il donne une centaine de concerts, il retourne en Europe en juin 1871 et accepte le poste de professeur de perfectionnement en violon au Conservatoire de Bruxelles au mois de septembre suivant.
En 1873, alors qu'il déborde d'énergie et de force, il est victime d'une attaque qui le laisse partiellement paralysé, ce qui le force à abandonner ses activités de violoniste et de pédagogue, sa classe de violon au Conservatoire de Bruxelles étant confiée à Henryk Wieniawski. Il continue à composer, frustré de devoir laisser interpréter ses œuvres par d'autres solistes, et enseigne en privé à Paris, notamment de 1875 à 1878 à son élève le plus illustre, Eugène Ysaÿe.
En 1879, un grand affaiblissement de la vue, puis une hémiplégie lui ôtant l’usage de la main gauche, l’oblige à cesser de jouer. Il démissionne alors définitivement du Conservatoire de Bruxelles. Le mal augmentant toujours, on lui recommande d’aller dans un pays chaud, et il part pour l’Algérie où il suit un traitement dans la maison de santé de son gendre Édouard Landowski à Mustapha Supérieur, dans la banlieue d'Alger ; le 6 juin 1881, victime d’un ultime accident cérébral, il y succombe à l'âge de 61 ans. Le 28 août 1881, ses cendres sont rapatriées en Belgique et des funérailles en grande pompe sont organisées à Verviers ; dans le cortège funèbre, son élève Eugène Ysaÿe porte le violon Guarnerius de 1741 qui appartenait à son maître.
Henri Vieuxtemps a eu deux enfants :
- Julie (1846-1882), qui épouse en 1873 Édouard Landowski, médecin ; mère du sculpteur Paul Landowski, elle est la grand-mère du compositeur Marcel Landowski et de la pianiste Françoise Landowski ;
- Maximilien Vieuxtemps (1848-1926), ingénieur civil et administrateur de la Société de construction des Batignolles, qui épouse en 1894 Julia de la Blanchetais (1858-1936) ; père de Jean Vieuxtemps, il est le grand-père de la pianiste Jeannine Vieuxtemps (1928-2021) et de Françoise Vieuxtemps-Briolle (1931-) ainsi que l'arrière-grand-père d'Agnès Briolle-Mensah.

## Réception
Vieuxtemps fut d’abord considéré comme un grand virtuose. Aussi a-t-il quelque difficulté à se faire une place parmi les compositeurs marquants du XIXe siècle. Paradoxe ridicule mais bien connu, et illustré par Paganini, qui veut que la virtuosité et le succès populaire s'opposent au titre officiel de « grand » compositeur. Pourtant, Hector Berlioz lui-même loua « la beauté et la structure intelligente » de ses œuvres, reconnut son inspiration passionnée et sensible, et déclara : « S’il n’était pas un si grand virtuose, on l’acclamerait comme un grand compositeur. » L’émotion dans son œuvre est nettement plus importante que l’effet.
Vieuxtemps est le fondateur de la célèbre école du violon franco-belge qui encore aujourd'hui se perpétue dans les conservatoires de Liège, Bruxelles et Paris.
En 2011 et 2012, la Fondation Roi Baudouin a fait l'acquisition, auprès d'Agnès Briolle-Mensah (1961-), arrière-petite-fille de Maximilien Vieuxtemps, d'un ensemble de manuscrits musicaux (entre autres de concertos) qui ont été confiés à la section de la Musique de la Bibliothèque royale de Belgique. L'institution est ainsi devenue le lieu de conservation le plus important en sources touchant à Vieuxtemps, puisque ces documents venaient compléter une déjà riche documentation, comprenant des lettres, des manuscrits autographes ainsi qu'un carnet de dédicaces renfermant notamment un autographe musical de Joseph Haydn. Ces sources ont déjà permis la réalisation de concerts, d'éditions et d'une exposition virtuelle.
En février 2020, la Ville de Verviers célébra le bicentenaire de sa naissance en organisant une exposition et une conférence musicale avec la participation du violoniste Philippe Koch et de la pianiste Christiane Rutten au Musée des Beaux-Arts et de la Céramique. Dans le cadre de la 59e saison des Concerts du Dimanche Matin, l’Orchestre Jean-Noël Hamal, sous la direction de Patrick Baton, et l’Orchestre Symphonique des élèves du Conservatoire de Verviers, sous la baguette de Bernard Lange, directeur du Conservatoire de Verviers, se produisirent à l'église Saint-Remacle avec, comme solistes, Jean-Michel Allepaerts à l'orgue et Philippe Koch au violon, dans l'interprétation du Concerto no 2 de Vieuxtemps, en présence de Jérôme Vieuxtemps et de Pacôme Mensah, descendants du musicien. Le Prix Vieuxtemps, sous la présidence de Jean-Bernard Barnabé, directeur de l'Académie des Beaux-Arts de Verviers, fut disputé par de nombreux candidats venus de plusieurs continents. La musicologue et pianiste française Agnès Briolle-Mensah, son fils Pacôme Mensah et sa cousine Marie-Christine Brugaillère félicitèrent les lauréats.

## Hommages
- Sa ville natale de Verviers lui a dédié une place (l'ancienne place du Congrès) et un monument en 1898[8]. Une rue de Liège porte également son nom.
- Une plaque commémorative se trouve dans la commune de Saint-Josse-ten-Noode[9].
- Un astéroïde, (40007) Vieuxtemps, est nommé en son honneur[10].
- Le violon Guarneri qu’il jouait porte aujourd’hui son nom Vieuxtemps Guarneri.

## Œuvre
Vieuxtemps est l'auteur de nombreuses œuvres, parmi plus d'une soixantaine de numéros d'opus, on trouve :
- Sept concertos pour violon, dont notamment :
  - le 1er en mi majeur op. 10, qui est créé par son auteur à Saint-Pétersbourg le 16 mars 1840 et qui est loué comme une « symphonie avec violon solo ». Ce concerto est aussi appelé « Le Rubens » car il est joué par Vieuxtemps le 19 août 1840 à Anvers, lors des fêtes du bicentenaire de la mort du peintre Pierre-Paul Rubens[11] ;
  - le 2e en fa dièse mineur op. 19, qui sonne presque comme une imitation du 1er concerto de Paganini. Le talent brillant et l'imagination musicale originale du jeune Vieuxtemps transparaissent néanmoins ;
  - le 4e en ré mineur op. 31, écrit à la fin des années 1840, qui est l'une des compositions les plus significatives (mais aussi les plus difficiles) du répertoire violonistique. Le compositeur a créé quatre tableaux musicaux avec un prologue au début, qui reflètent tous la vie et les luttes d’un héros. Il rejette la structure classique traditionnelle, avec cette composition en quatre mouvements et non trois, reliés thématiquement. Hector Berlioz le qualifia de « magnifique symphonie avec violon principal » ;
  - le 5e « Grétry » en la mineur op. 37, l’œuvre la plus souvent jouée de Vieuxtemps, et dans laquelle il cherche également à s'éloigner du concerto classique traditionnel puisqu'il est en un seul mouvement (Allegro - Adagio - Allegro)[12]. Ce concerto équilibre parfaitement les rôles de l'orchestre et du violon solo. La partie soliste est magistralement écrite, d'une grande beauté mélodique et techniquement très brillante. Pour l’anecdote, cette œuvre des plus intéressantes propose également deux cadences (la seconde étant la plus difficile des deux), l’interprète en choisit une. Vieuxtemps crée son concerto dans sa version pour violon et piano avec son épouse Joséphine Eder le 2 juin 1861 à Bruxelles, tandis qu'il est également l'interprète de la création de la version orchestrale le 24 septembre suivant avec l'orchestre du Conservatoire de Bruxelles dirigé par Adolphe Samuel[13].

- Deux concertos pour violoncelle
- Des fantaisies pour violon et piano ou orchestre, parmi lesquels :
  - Fantaisie-caprice en la majeur op. 11, pour violon et piano ou orchestre, dédiée à son maître Charles-Auguste de Bériot ;
  - Fantaisie sur Faust de Gounod en ré mineur, sans numéro d'opus, pour violon et piano, dédiée à Wilma Neruda[14].
- Une Ballade et polonaise en sol mineur op. 38, pour violon et piano ou orchestre, dédiée au mélomane anversois Désiré Lejeune et créée à Paris le 3 décembre 1862[15].
- Un Duo brillant en la majeur op. 39, pour violon, violoncelle et piano, dédié au comte Mateusz Wielhorski, également le dédicataire de l’Élégie op. 30[16].
- Une Suite en ré majeur op. 43, pour violon et piano ou orchestre (Preludio - Minuetto - Air - Gavotte), dédiée à Marie de Montesquiou-Fézensac, épouse du prince Joseph de Chimay, et créée à Paris le 6 mai 1870 avec Anton Rubinstein au piano[17].
- Une ouverture pour orchestre
- Un grand nombre de pièces de salon pour violon et piano ou orchestre, parmi lesquelles :
  - Yankee Doodle. Souvenir d'Amérique en la majeur op. 17, composé à l'âge de 23 ans lors de sa première tournée en Amérique, de Boston à la Nouvelle-Orléans, morceau avec lequel il obtient un franc succès auprès du public américain ;
  - Six morceaux de salon op. 22 (1. Premier morceau brillant de salon en la mineur ; 2. Air varié en ré mineur ; 3. Rêverie en ut mineur ; 4. Souvenir du Bosphore en ré majeur ; 5. Tarantelle en la majeur ; 6. L'Orage en sol mineur) ;
  - Trois morceaux de salon op. 32 (1. Souvenir de Beauchamps en la mineur ; 2. Rondino en mi majeur ; 3. La Chasse en mi bémol majeur)[18] ;
  - Bouquet américain op. 33 (1. O Willie We have missed you en sol majeur ; 2. Saint Patrick's day en la majeur ; 3. Days of absence en mi majeur ; 4. Garry Owen en la majeur ; 5. Last rose of summer en fa majeur ; 6. Arkansas traveller en ré majeur)[19].
- Des sonates, dont une sonate pour alto
- Des caprices
- Trois quatuors à cordes
- Une série de douze duos concertants
- De nombreuses variations sur divers thèmes
- Un opéra en trois actes, La Fiancée de Messine, composé entre 1865 et 1881 et dont seul le premier acte a été orchestré par le compositeur. Le livret, dû à la plume d’Achille de Lauzières, est une traduction française de la tragédie Die Braut von Messina de Friedrich von Schiller ; le matériel musical ainsi que le livret ont rejoint en 2012, grâce à la Fondation Roi Baudouin et son fonds Abbé Manoël de la Serna, les collections musicales de la Bibliothèque royale de Belgique[20].
- Trois cadences pour le concerto de Beethoven
- Des airs variés, parmi lesquels :
  - Air varié avec introduction de l'opéra « Il Pirata » de Bellini en ré majeur op. 6, pour violon et piano ou orchestre[21] ;
  - Troisième air varié, pour violon et piano ou violon avec accompagnement de deux violons, alto et contrebasse[22].

### Discographie
- 1991 - Ballade et Polonaise, op. 38 ; Romances sans paroles, op. 7 & 8 ; Souvenir d'Amérique, op. 17 ; Rêveries, op. 22 ; Feuilles d'Album, op. 40 - Philippe Koch, violon ; Luc Devos, piano (juillet 1991, Ricercar RIS 108094)
- 1997 - Concertos pour violon et orchestre no 2, op. 19 et no 3, op. 25 - Misha Keylin, violon ; Orchestre philharmonique Janacek, dir. Dennis Burkh (avril 1995, Naxos)
- 2000 - Concertos pour violon et orchestre no 1, op. 10 et no 4, op. 31 - Misha Keylin et Takuo Yuasa, violon ; Orchestre philharmonique Janacek ; Orchestre philharmonique d'Arnhem, dir. Dennis Burkh (avril 1995/ février 1999, Naxos)
- 2002 - L'Œuvre pour alto et piano - Pierre Lénert, alto ; Jeff Cohen, piano (Syrius)
- 2003 - Concertos pour violon et orchestre no 5, op. 37 « Gretry » ; no 6, op. 47 et no 7, op. 49 - Misha Keylin et Takuo Yuasa violon ; Orchestre symphonique de la radio slovaque, Orchestre philharmonique d'Arnhem, dir. Andrew Mogrelia (février 1999/avril 2002, Naxos)
- 2003 - Six morceaux de salon, op. 22 - Voix du cœur, op. 53 - Philippe Koch, violon ; Luc Devos, piano (Musique en Wallonie MEW0317)[23]
- 2010 - Musique pour violon et orchestre : Fantasia Appassionata, op. 35 ; Balade et Polonaise, op. 38 ; Fantaisie-caprice, op. 11 ; Greeting to America, op. 56 - Misha Keylin, violon ; Orchestre symphonique de la radio slovaque, dir. Andrew Mogrelia (avril 2002/17-21 mars 2008, Naxos) (OCLC 937845936)
- 2010 - Concertos pour violon et orchestre no 4, op. 31 et no 5 « Grétry », op. 37 ; Fantasia Appassionata, op. 35 - Viviane Hagner, violon ; Royal Flemish Philharmonic, dir. Martyn Brabbins (8-10 juillet 2009, Coll. « Concerto romantique pour violon », vol. 8, Hyperion CDA 67798) (OCLC 903629907)
- 2012 - Concertos pour violon et orchestre no 1, op. 10 et no 2, op. 19 ; Salut à L'Amérique, op.56 - Chloë Hanslip, violon ; Royal Flemish Philharmonic, dir. Martyn Brabbins (6-8 juillet 2011, Coll. « Concerto romantique pour violon », vol. 12, Hyperion CDA67878) (OCLC 816530466)
- 2015 - Concertos pour violoncelle et orchestre no 1, op. 46 & no 2, op. 50 - Alban Gerhardt, violoncelle ; Royal Flemish Philharmonic, dir. Josep Caballé-Domenech (4-5 avril 2013, Coll. « Concerto romantique pour violoncelle », vol. 6, Hyperion) (OCLC 936688274) — avec Méditation, op. 16 ; Sérénade, op. 22 d'Eugène Ysaÿe.
- 2002 - Concertos pour violon n° 2, 4 et 5 - Orchestre philharmonique de Monte-Carlo ; violon : Alexander Markov ; direction : Lawrence Renes (17-21 septembre 1996, Apex)

## Distinction
- Chevalier de l'ordre de Léopold (30 août 1840)[24].
- (40007) Vieuxtemps, astéroïde.